# Robert Drysdale
Robert Drysdale (Provo, 1 de janeiro de 1981) é um Faixa Preta de jiu jitsu, também é lutador de artes marciais mistas, atualmente compete no Ultimate Fighting Championship. Sua mãe é brasileira, e ele se mudou para o Brasil em 1987 (aos seis anos).
Ainda jovem, ele se mudou para Las Vegas, Nevada para começar a faculdade. Enquanto morava nos EUA, Drysdale começou a treinar Jiu Jitsu Brasileiro com Lewis-Pederneiras em 1998 e conseguiu uma vitória por finalização sobre Marcelo Garcia em 2007.

## Começo da vida
Começando no começo dos anos 1990, o jiu-jitsu começou a ter uma grande notoriedade pelo mundo e o Brasil foi rapidamente se tornou o meca do jiu-jitsu. Robert retornou ao Brasil em 2000 para se dedicar inteiramente a treinar e competir no Jiu Jitsu Brasileiro. Durante os anos seguintes ele treinou continuamente, inicialmente com Maromba Club e eventualmente com Brasa Jiu-Jitsu Club em São Paulo.
Enquanto treinava e competia pela Brasa Club ele recebeu a Faixa Preta em 2004 do famoso Leo Vieira. Ele competiu e deu aulas em diferentes países pelo mundo todo, incluindo Alemanha, Reino Unido, Dinamarca, Estônia, Polônia, França, Suécia, Finlândia, Hungria, México, Austrália e Nova Zelândia; enquanto ensinava e realizava seminários em várias cidades dos Estados Unidos.
Mais recentemente ele ganhou o ADCC Submission Wrestling World Championship 2007 – Divisão Aberta, finalizando Marcelo Garcia.
No começo de 2008, ele retornou ao EUA, onde ele treinou com o ex-campeão do UFC, Randy Couture e ex-campeão do Pride Wanderlei Silva.

## Carreira no MMA

### Começo da carreira
Robert Drysdale fez sua estréia no MMA amador no Tuff-N-Uff, vencendo sua luta. Robert Drysdale foi introduzido no Countdown to UFC 101 como técnico de JJB do ex-Campeão Meio Pesado do UFC Forrest Griffin. Ele também foi técnico no TUF 8 na equipe de Frank Mir.
Drysdale fez uma estréia profissional no MMA derrotou Bastien Huveneers por triângulo de braço.  Em sua próxima luta, Drysdale enfrentou Clay Davidson, um veterano do King of the Cage que entrou na luta com uma invencibilidade de seis vitórias. Drysdale ganhou com uma chave de braço no primeiro round.
Foi anunciado em 16 de Fevereiro de 2012 que Drysdale havia assinado um contrato multi-lutas com o Legacy Fighting Championship. Drysdale eventualmente fez sua estréia no Legacy Fighting Championships 12 e derrotou Isaac Villanueva, Chris Reed e D.J. Linderman sobre a bandeira do Legacy FC, todas por finalização no primeiro round.

### Ultimate Fighting Championship
Drysdale era esperado para fazer sua estréia promocional contra Ednaldo Oliveira em 3 de Agosto de 2013 no UFC 163. No entanto, Drysdale se retirou da luta no meio de Julho citando uma infecção persistente.
Drysdale era esperado para enfrentar Cody Donovan em 16 de Novembro de 2013 no UFC 167. No entanto, Drysdale teve a licença para lutar recusada pela Comissão Atlética do Estado de Nevada (NSAC) após um teste antidoping inesperado que revelou que ele estava com um nível de testosterona elevado de 19.4:1.
Drysdale então fez sua estréia em 6 de Julho de 2014 contra o estreante na promoção Keith Berish no The Ultimate Fighter: Team Edgar vs. Team Penn Finale. Ele derrotou Berish por finalização no primeiro round, Drysdale estava com um mata leão em pé encaixado, Berish tentou jogar Drysdale no chão e acabou lesionando seu joelho. Apesar disso, foi anunciado que a vitória veio com um mata leão.

## Vida Pessoal
Drysdale possui a "Drysdale Jiu-Jitsu", uma academia de Jiu Jitsu Brasileiro em Las Vegas, Nevada. Robert é casado com Sophia McDermott, que foi a primeira mulher faixa preta de BJJ da Austrália. Eles tem duas filhas.
Atualmente Robert Drysdale se uniu com o Rodrigo Cavaca e criaram uma nova equipe, a Zenith Jiu Jitsu. Ambos foram alunos de Leo Vieira, um dos criadores da Checkmat.

## Credenciais no Grappling

### 2007 (Faixa Preta)
- 1° no Abu-Dhabi Submission Wrestling World Championships – Divisão Aberta (ADCC)
- 3° no Abu-Dhabi Submission Wrestling World Championships – -99 kg Division (ADCC)
- 2° no Campeonato Mundial de JJB (IBJJF/CBJJ)
- 3° no Campeonato Mundial de JJB – Divisão Aberta (IBJJF/CBJJ)

### 2005 (Faixa Preta)
- 3x Campeão Mundial de JJB (IBJJF/CBJJ)
- 1° no Campeonato Mundial da Faixa Preta (CBJJO)

### 2004 (Faixa Marrom/Preta)
- 2x Campeão Nacional (IBJJF/CBJJ)
- 1° no Campeonato Nacional na divisão aberta (IBJJF/CBJJ)
- 3° no Campeonato Mundial (IBJJf/CBJJ)
- 1° no Scandinavian open
- 1° no Absoluto do Scandinavian open

### 2003 (Faixa Marrom)
- 1° no BandSports Challenge
- 2x Campeão Nacional de equipes (IBJJF/CBJJ)
- 2x Campeão Mundial (IBJJF/CBJJ)
- Campeão da Copa do Mundo (CBJJO)
- Campeão Nacional (IBJJF/CBJJ)
- Campeão da Copa Brasileira (CBJJO)

### 2002 (Faixa Roxa)
- 2x Campeão do Festival de Verão (FESPBJJ)
- 2x Campeão do Submission Fighter (1° colocado) (FESPBJJ)
- 2x Campeão da Copa Maromba
- 2x Campeão da Copa Maromba nos Absolutos
- 2x Campeão do Submission Fighter (2ª fase) (FESPBJJ)
- 2x Campeão do State Trials
- 2x Campeão do State Trials nos Absolutos
- 1° na 1ª fase do Lerjj
- 1° na primeira fase do Lerjj no Peso Aberto
- 1° no Submission Fighter Championship (3ª fase) (FESPBJJ)
- 2x Campeão do Overall Submission Wrestling (FESP-BJJ)
- 3° na divisão profissional do Submission Fighter (FESPBJJ)
- 1° na 2ª fase do Lerjj
- 1st Lerjj 2nd phase 2nd place in the Absolute division
- 2x 1st place State Championship (FESP-BJJ)
- 3° no Campeonato Estadual de Absolutos
- 1° no Campeonato de Equipes Brasileiro
- 1° no Campeonato Estadual do Rio de Janeiro
- 1° no Campeonato Estadual de Peso Aberto
- 1° no Aberto de São Paulo
- 1° no Absoluto do Aberto de São Paulo
- 1° nos “Jogos Regionais”
- 1° no “Jogos Regionais” de Equipes
- Campeão Mundial (IBJJF/CBJJ)

### 2001 (Faixa Roxa)
- 1° no Festival de Verão
- 1° no Peso Aberto do Festival de Verão
- 1° no Submission Fighter (1° colocado) (FESP-BJJ)
- 1° na Copa Maromba
- 2° no Peso Aberto da Copa Maromba
- 1° no Submission Fighter (2ª fase) (FESP-BJJ)
- 3° no Campeonato Pan-Americano (IBJJF/CBJJ)
- 1° no State Trials
- 1° no Peso Aberto do State Trials
- 1° na 2ª fase do Lerjj
- 2° no Submission Fighter (3ª fase) (FESP-BJJ)
- Campeão do Overall Submission Fighter (FESP-BJJ)
- 1° no Campeonato Estadual
- 1° no Peso Aberto do Campeonato Estadual
- 1° na Copa Sport JJ
- 1° no Peso Aberto da Copa JJ
- 1° nos “Jogos Regionais”
- 1° nos “Jogos Regionais” de equipes
- 2° no Campeonato Brasileiro (LBJJ)
- 1° na Copa Pessoa
- 1° no Peso Aberto da Copa Pessoa
- 1° no circuito Fesp-BJJ (1° colocado)
- 3° no circuito de Peso Aberto do Fesp-BJJ (1ª fase)
- 3° no Peso Abeto da Copa Nucleo
- 1° no circuito Fesp-BJJ (2ª fase)
- 1° na Copa Itatiba
- 1° (3rd fase) no Circuito Orlando Saraiva
- 1° (3rd fase) no Peso Aberto do Circuito Orlando Saraiva
- 2° no Campeonato Nacional (IBJJF/CBJJ)
- Campeão do Overall Submission Wrestling (Fesp-BJJ)

### 2000 (Faixa Azul)
- 2x Campeão Estadual da California
- 2° do Campeonato Estadual de Judô
- 2x Campeonato de Judô de Las Vegas
- 3° na Copa Pacifica
- 3° no Peso Aberto da Copa Pacifica
- 3° na Copa São Carlos JJ
- 1° na Grapplers Quest Las Vegas
- 1° no 2° Campeonato Americano do JJB
- 3° no Peso Aberto do 2° Campeonato Americano de JJB

### 1999 (Faixa Azul)
- 1° no Campeonato Estadual da California
- 1° no Campeonato Estadual da California (absoluto)
- 2° no Campeonato Estadual de Judô
- 1° no 2° Campeonato de Judô de Las Vegas
- 1° no Submission Wrestling open
- 1° no 7° Campeonato Internacional de Jiu Jitsu
- 2° no 7° Campeonato Internacional de Jiu Jitsu (absoluto)
- 3° na Copa Pacifica de Jiu Jitsu
- 3° no Peso Aberto da Copa Pacifica de Jiu Jitsu

### 1998 (Faixa Branca)
- 2° no Campeonato Estadual
- 1° na 3ª fase do Circuito Estadual
- 2° no Circuito Estadual

## Cartel no MMA
| Cartel no MMA   |            |           |
| 7 lutas         | 6 vitórias | 0 derrota |
| Por nocaute     | 0          | 0         |
| Por finalização | 6          | 0         |
| Por decisão     | 0          | 0         |
| No contest      | 1          | 1         |

| Res.    | Cartel  | Oponente          | Método                           | Evento                          | Data       | Round | Tempo | Local                      | Notas                                                  |
| ------- | ------- | ----------------- | -------------------------------- | ------------------------------- | ---------- | ----- | ----- | -------------------------- | ------------------------------------------------------ |
| NC      | 6–0 (1) | Keith Berish      | Sem Resultado                    | The Ultimate Fighter 19 Finale  | 06/07/2014 | 1     | 2:03  | Las Vegas, Nevada          | Havia vencido por finalização; foi pego no antidoping. |
| Vitória | 6–0     | D.J. Linderman    | Finalização (mata leão)          | Legacy Fighting Championship 19 | 12/04/2013 | 1     | 1:48  | Dallas, Texas              |                                                        |
| Vitória | 5–0     | Chris Reed        | Finalização (chave de braço)     | Legacy Fighting Championship 15 | 16/11/2012 | 1     | 1:15  | Houston, Texas             |                                                        |
| Vitória | 4–0     | Isaac Villanueva  | Finalização (chave de braço)     | Legacy Fighting Championship 12 | 13/07/2012 | 1     | 1:27  | Houston, Texas             |                                                        |
| Vitória | 3–0     | Mike Nickels      | Finalização (guilhotina)         | AFC 6: Conviction               | 18/06/2011 | 1     | 1:04  | Victoria, British Columbia |                                                        |
| Vitória | 2–0     | Clay Davidson     | Finalização (chave de braço)     | AFC 4: Revelation               | 06/11/2010 | 1     | 2:54  | Victoria, British Columbia |                                                        |
| Vitória | 1–0     | Bastien Huveneers | Finalização (triângulo de braço) | AFC 3: Evolution                | 17/07/2010 | 1     | 1:12  | Victoria, British Columbia |                                                        |